# يوهان جورج وندرليش
يوهان جورج وندرليش (بالألمانية: Johann Georg Wunderlich)‏ هو معلم موسيقى وملحن وأستاذ جامعي ألماني، ولد في 2 فبراير 1755 في بايرويت في ألمانيا، وتوفي في 1819 في باريس في فرنسا.

## وصلات خارجية
- يوهان جورج وندرليش على موقع ميوزك برينز (الإنجليزية)